# Будзинек
Будзинек (пол. Budzynek) — село в Польщі, у гміні Далікув Поддембицького повіту Лодзинського воєводства.
Населення — 165 осіб (2011).
У 1975-1998 роках село належало до Серадзького воєводства.

## Демографія
Демографічна структура станом на 31 березня 2011 року:
|          | Загалом | Допрацездатний вік | Працездатний вік | Постпрацездатний вік |
| -------- | ------- | ------------------ | ---------------- | -------------------- |
| Чоловіки | 86      | 21                 | 56               | 9                    |
| Жінки    | 79      | 16                 | 45               | 18                   |
| Разом    | 165     | 37                 | 101              | 27                   |